# Andrew Cohen (Fußballspieler)
Andrew Cohen (* 13. Mai 1981 in Sliema) ist ein maltesischer Fußballspieler. Er spielt im Angriff. Mit 21 Toren wurde er in der Saison 2004/05 Torschützenkönig der maltesischen Liga.

## Erfolge
- Maltesischer Meister: 2002, 2009
- Maltas Fußballer des Jahres: 2005, 2006
- Maltese-Super-Cup-Gewinner: 2008